# Usvojenice
Usvojenice su riječi koje su se toliko prilagodile hrvatskome jeziku da ih više uopće ne osjećamo kao posuđenice ili tuđice. Ako se posuđenica potpuno prilagodi hrvatskome jeziku i njihovim pravilima, s vremenom se njeno strano podrijetlo neće primjećivati, a i često ih rječnici neće navoditi kao posuđenice. Usvojenice su nam potrebne jer često nemamo hrvatsku zamjenu za te riječi.

## Primjeri usvojenica
- turcizmi:

boja, budala, jastuk, kat, krevet, sapun, sat, top...
- hungarizmi:

cipela, čizma, karika, kip, lopov, soba...
- grecizmi:

ikona, kaos, kemija, kor, anđeo...
- germanizmi:

madrac, lozinka, vaga, šminka...
- bohemizmi:

časopis, povod, spis, tlak, uloga, vlak...

## Poveznice
- Posuđenice
- Tuđice